# Hidde Turkstra
Hidde Turkstra (Rotterdam, 5 maart 1988) is een Nederlands hockeyer.
Turkstra speelde al in de jeugd bij HC Rotterdam en stapte in 2005 over naar stadgenoot HV Victoria. Hier kwam hij via de A1 in het eerste terecht, waarmee hij in 2009 kampioen werd in de Overgangsklasse B en promotie naar de Hoofdklasse op een haar na miste. In de zomer van dat jaar mocht Turkstra op proef meetrainen bij zijn oude club HCR. Hier lukte het de verdediger om een contract af te dwingen en sindsdien uit te komen in de Hoofdklasse. Op 2 juni 2013 werd Turkstra landskampioen door in de finale van de play offs over drie wedstrijden af te rekenen met Oranje Zwart.
Na afloop van de gewonnen play off-finale werd Turkstra door bondscoach Paul van Ass toegevoegd aan de trainingsgroep van de Nederlandse hockeyploeg in de aanloop naar de HWL 2013 en het EK 2013. Zijn interlanddebuut maakte hij op 5 juni 2013 in een oefenwedstrijd tegen Australië (1-3 verlies).
Hij nam deel aan de Olympische Spelen van 2016, waar hij met het Nederlands team een 4e plaats behaalde.
Seve van Ass · 
Sander Baart · 
Billy Bakker · 
Jorrit Croon · 
Jeroen Hertzberger · 
Rogier Hofman · 
Robert van der Horst ·  
Robbert Kemperman · 
Mirco Pruyser · 
Glenn Schuurman · 
Jaap Stockmann · 
Hidde Turkstra · 
Valentin Verga · 
Bob de Voogd · 
Mink van der Weerden · 
Sander de Wijn ·
Coach: Max Caldas